# マルロス・モレノ
マルロス・モレノ・ドゥラン（スペイン語: Marlos Moreno Durán、1996年9月20日 - ）は、コロンビア・メデジン出身のサッカー選手。トロワAC所属。ポジションはフォワード。

## 経歴
2010年、14歳の時にコロンビアのアトレティコ・ナシオナルユースでキャリアをスタートさせ、2014年7月23日、トップチームデビューを果たした。
2016年8月6日、マンチェスター・シティFCへ移籍し、同時にデポルティーボ・ラ・コルーニャにレンタル移籍することが発表された。
2018年1月16日、CRフラメンゴにレンタル移籍した。
2019年1月25日、サントス・ラグナにレンタル移籍した。

## 代表歴
コロンビア代表として、2016年3月24日、ボリビア代表戦でA代表デビューを果たし、コパ・アメリカ・センテナリオのコスタリカ代表戦で初得点を記録した。

## 所属クラブ
- アトレティコ・ナシオナル 2014-2016
- マンチェスター・シティFC 2016-

→ デポルティーボ・ラ・コルーニャ 2016-2017 (loan)
→ ジローナFC 2017-2018 (loan)
→ CRフラメンゴ 2018 (loan)
→ サントス・ラグナ 2019 (loan)
→ ポルティモネンセSC 2019-2020 (loan)
→ ロンメルSK 2020-2021  (loan)
→ KVコルトレイク 2021- (loan)

## タイトル

### クラブ
アトレティコ・ナシオナル
- カテゴリア・プリメーラA (1) : 2015-II